# Erwin Wagner (Verwaltungsbeamter)
Erwin Wagner (* 15. August 1878 in Stuttgart; † 19. September 1970 ebenda) war ein württembergischer, höherer Verwaltungsbeamter.

## Leben
Wagner, Sohn eines Baurats und evangelischer Konfession, studierte von 1898 bis 1902 Rechtswissenschaften in Tübingen und Berlin. Er war Mitglied der Studentenverbindung AV Virtembergia Tübingen. Er legte 1902 die erste und 1904 die zweite höhere Dienstprüfung ab.
1904 trat er in die württembergische Innenverwaltung ein. 190 wurde er Amtmann beim Oberamt Aalen. Von 1914 bis 1918 war er im Kriegsdienst. Danach war er von 1919 bis 1920 im württembergischen Innenministerium tätig. Er leitete von 1920 bis 1924 als Oberamtmann das Oberamt Neuenbürg und von 1924 bis 1932 das Oberamt Hall, ab 1928 mit dem Titel Landrat. 1932 wurde er Oberregierungsrat bei der württembergischen Gebäudeversicherungsanstalt. 1938 wurde er Regierungsdirektor. Er trat 1946 in den Ruhestand, wobei er bis 1948 als Angestellter weiter beschäftigt wurde.
Er war kein Mitglied der NSDAP.